# ガン・ホー (1986年の映画)
『ガン・ホー』（Gung Ho）は、1986年に製作されたロン・ハワード監督、マイケル・キートン主演の映画。
テレビ放送時には『ガン・ホー/突撃!ニッポン株式会社』という題になった。なお、原題の「ガン・ホー」とは、アメリカ海兵隊の団結行動を呼びかける掛け声である。

## 概要
のちに『ビューティフル・マインド』でアカデミー監督賞を受賞するロン・ハワードが1986年に当時バブル期だった日本を取り上げ、文化・経済面での“日米摩擦”をテーマに製作した喜劇映画。当時、アメリカで公開された際にはヒットを記録し、その後テレビドラマ版も製作されたが、日本に対する見方や日本文化に対する誤解などが極端すぎたため日本ではビデオ発売のみとなっている。
よくある日本の間違ったイメージを意図的に取り込んだ映画としての見方もあり、作品自体に賛否両論があるが、大筋は労働者と管理職、地元とよそ者の対立と和解という定番展開であり、喜劇映画定番のさわやかなエンディングで締めている。

## あらすじ
住民の雇用を支えていた自動車工場が閉鎖されたアメリカの田舎町。活気も失せ始め、今後に対する不安の声があちらこちらから湧き上がってくる中、1人立ち上がったハント（マイケル・キートン）は、町の活気を取り戻すべく日本の自動車会社“アッサン自動車”の工場を誘致するために町の期待を受けながら日本へ出向く。
言語・文化の違う異国に悪戦苦闘しながら、何とか東京のアッサン自動車の本社へ辿り着いたハントは、会議室に顔を並べるアッサン自動車重役の坂本（山村聰）たちへプレゼンを敢行。無反応な彼らの表情に肩を落としながら恋人オードリー（ミミ・ロジャース）が待つアメリカへ帰国するハント。誘致作戦は完全なる失敗と思っていた矢先、アッサン自動車の日本人社員らがハントの住む町へやって来た。町の人々はそんなアッサン自動車の社員たちを熱烈に歓迎する。アメリカ慣れしていない様子の工場長の高原（ゲディ・ワタナベ）を始めとするアッサン自動車の社員たちは、レッドカーペットに靴を脱いで歩く始末。翌日、アッサン自動車の幹部室を訪れたハントは、高原からアメリカ人労働者の雇用責任者兼現場監督へ任命される。ハントは突然の大抜擢に大喜びする。
住民たちもようやく訪れた町の再建への兆しにホッとしはじめ、工場で働くことになったハントの友人であるウィリー（ジョン・タトゥーロ）やバスター（ジョージ・ウェント）からも笑顔が戻ってきた。しかし、工場で働く第一日目から、彼らは日本人の異常な勤勉さに戸惑い始める。次第にアメリカのやり方と日本のやり方で大きな温度差が出はじめ、その間に挟まれたハントは再び悪戦苦闘を強いられることになった。
だがハントの策が裏目に出て話がこじれ、アッサン本社は工場閉鎖を決定。ハントは高原と協力し、ノルマを達成することで閉鎖を撤回させようとする。

## 補足
- 日本人役のキャストはゲディ・ワタナベ、サブ・シモノを含めてほぼ日系人によるが、重役の坂本役には山村聰がキャスティングされている。冒頭、キートン演じるハントが都内で“アッサン自動車”を探しまわりながら翻弄される場面があるが、その部分は、マイケル・キートン、ゲディ・ワタナベらも来日して東京ロケを敢行し、秋葉原、浅草などの都内で撮影したものである。
- “アッサン自動車”は漢字で「圧惨自動車」と表記する。社員が乗ってきたビジネスジェットに漢字表記されている。
- アッサン自動車の車として登場したのはフィアット・レガータとフィアット・127（ブラジル生産のスパツィオ）である。

## キャスト
- ハント・スティーヴンソン - マイケル・キートン（山寺宏一）
- 高原カズヒロ - ゲディ・ワタナベ（神谷明）
- オードリー - ミミ・ロジャース（土井美加）
- 坂本 - 山村聡（本人）
- 斉藤 - サブ・シモノ（小島敏彦）
- バスター - ジョージ・ウェント（西尾徳）
- ウィリー - ジョン・タトゥーロ（金尾哲夫）
- ヘザー - ミシェル・ジョンソン
- 伊藤 - ロドニー・カゲヤマ（山下啓介）
- 高原の妻 - パティ・ヤスタケ
- グーグルマン - リック・オーバートン（江原正士）
- ポール - クリント・ハワード（秋元羊介）
- ジュニア - ジミー・ケネディ（牛山茂）
- 市長 - ランス・ハワード（北村弘一）
- その他：坂東尚樹、小形満、大滝進矢、引田有美、沢海陽子、水野龍司、小室正幸、広瀬正志、堀之紀、島美弥子、佐々木みち代
- ※括弧内は日本語吹替[2]。これ以外にも、日本人役のキャストの日本語台詞のみを吹き替えたバージョン[3]が製作された。

## スタッフ
- 監督：ロン・ハワード
- 製作総指揮：ロン・ハワード
- 脚本：ローウェル・ガンツ、ババルー・マンデル
- 製作：トニー・ガンツ、デボラ・ブラム
- 撮影：ドナルド・ピーターマン
- 音楽：トーマス・ニューマン
- 編集：マイク・ヒル、ダニエル・P・ハンリー